# 季諾
季諾（1932年7月17日—2020年9月30日），本名華金·薩爾瓦多·拉瓦多·特洪（Joaquín Salvador Lavado Tejón），是一位阿根廷漫畫家。他创作的的西班牙语连环漫畫《玛法达的世界》（于1964年至1973年连载）在美洲、歐洲家喻户晓，並因其对社会时势的幽默讽刺而备受讚揚。

## 早年生活
华金·萨尔瓦多·拉瓦多·特洪于1932年7月17日出生於阿根廷门多萨。他的父母是来自西班牙马拉加省福恩吉罗拉的安达卢西亚移民。依據西班牙的命名传统，“拉瓦多”（Lavado）是他的父姓，而 “特洪”（Tejón）是他的母姓。因幼年時期的生活圈有限，華金在六岁之前一直說著帶有安达卢西亚口音的西班牙語。
華金有一個與他同名的插畫家叔叔，為了區別兩人的名字，他自小就被家人喚做“季諾”（Quino）。而叔叔華金亦是季諾漫畫之路上的啟蒙導師。1945年母親去世後，季諾入讀了门多萨美术学院。1948年，季諾的父親亦離世。一年后，17歲的他輟學並立志成為一名漫画家。不久，他就賣出了自己的第一幅作品：一則為布料店設計的廣告插畫。
季諾在《Esto Es》周刊上發表了他的第一幅幽默漫画。此後，他先後在《Leoplán》, 《TV Guía》, 《Vea y Lea》, 《Damas y Damitas》, 《Usted》, 《Panorama》, 《Adán》, 《Atlántida》, 《Che》, 《Democracia》等期刊雜誌上發表作品。 1954年，他的漫画開始在《Rico Tipo》, 《Tía Vicenta》和《Dr. Merengue》上定期連載。

## 职业生涯

### 

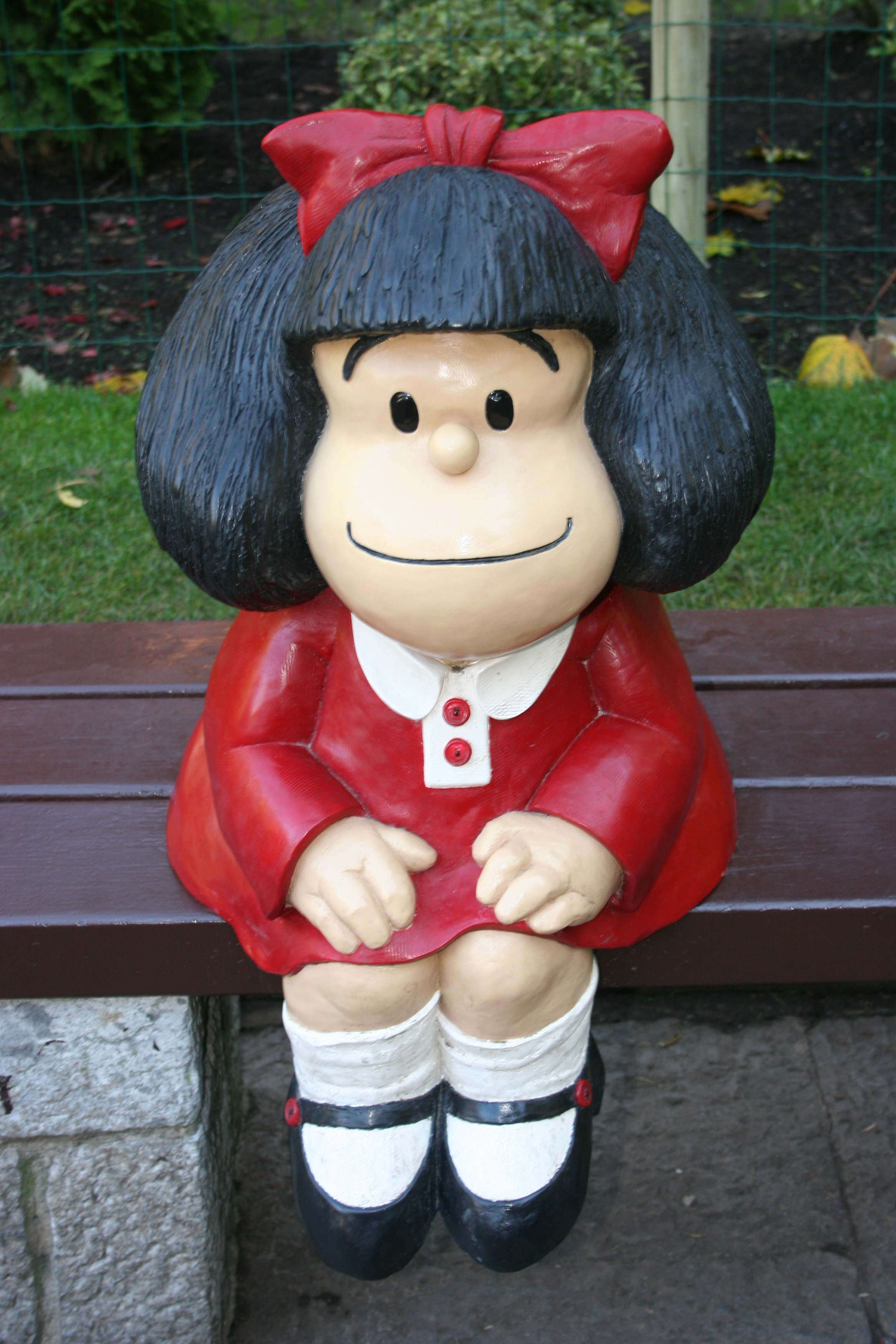
位于西班牙奥维耶多的玛法达雕像

季诺的第一本漫画合集《季诺的世界》（Mundo Quino）于1963年出版。与此同时，他正在为一家名为曼斯菲尔德（Mansfield）的家用电器公司的创作广告插画，玛法达（Mafalda）这一卡通角色因此而生。尽管这批广告最终并未刊登，玛法达的第一个故事却在《Leoplán》上诞生了。随后，该漫画开始在《Primera Plana》周刊上连载（该杂志的主编是季诺的好友）。1965年至1967年，漫画连载于《世界报》。在玛法达的第一本合集发行后不久，它开始陆续在在意大利、西班牙（在佛朗哥时代的审查制度下，它“仅供成人阅读”）、葡萄牙等许多阿根廷以外的国家出版，先后被翻译成12种语言。
季諾试图透過主人翁瑪法達，用犀利的語言呈現其本人對社會時勢的批判和諷刺。在季诺的笔下，这是一个痛恨喝湯、热爱披头士的六岁小女孩。她愛好和平、厭惡戰爭、痛恨不平等和歧視，小小年紀就開始擔心人類的未來，喜歡用簡單的語言表達意見，往往又一語中的。玛法达的朋友们性格各异，像是缺乏自信但用功仔细的菲利普（Felipe）、八卦女孩儿苏珊娜（Susanita）、做起生意来异常坚定但又透着几分蠢样的马诺林（Manolito）、天真幼稚的米盖（Miguelito）、聪明且有个性的自由（Libertad）、以及玛法达还含着奶嘴的弟弟吉也（Guille）。这一个个鲜活的角色和由此衍生的漫画系列常被拿来与查尔斯·舒茨创作的《花生漫画》媲美。
声称不想陷入创作瓶颈，季诺于1973年6月25日停止了玛法达系列的创作。不过，多年以后，他亦坦言停下手头创作也受到了当时拉美动荡政局的影响，“如果我继续画下去，他们会把我枪毙。”1976年阿根廷政变后，季诺搬到了意大利米兰。在那里他得以继续创作漫画。尽管季诺此后再未创作与玛法达相关的连环漫画，这个可爱的娃娃亦不时在特定场合出现，承担着不同的角色：1986年，她帮助西班牙政府解释《受教育權組織法》（Organic Law on the Right to Education (LODE)）；1977年，她为联合国儿童基金会宣传《儿童权利宣言》；2020年，她又在新冠疫情之初帮助公众提高防护意识。1965年，阿根廷制片人丹尼尔·马洛（Daniel Mallo）将玛法达系列漫画改编成了卡通电视剧。
2008年，在绘画和插图移动博物馆的倡议下，布宜诺斯艾利斯地铁在位于该市五月广场的秘鲁地铁站绘制了一幅玛法达的壁画。 2009年， 季诺为《世界报》创作的一幅原创玛法达作品在由“绘画和插图移动博物馆”在爱德华·西维里博物馆举办的“两百年纪念展：图文幽默的两百年”（Bicentennial: 200 years of Graphic Humor that the Museo del Dibujo y la Ilustración）艺术展上展出。

### 后期作品

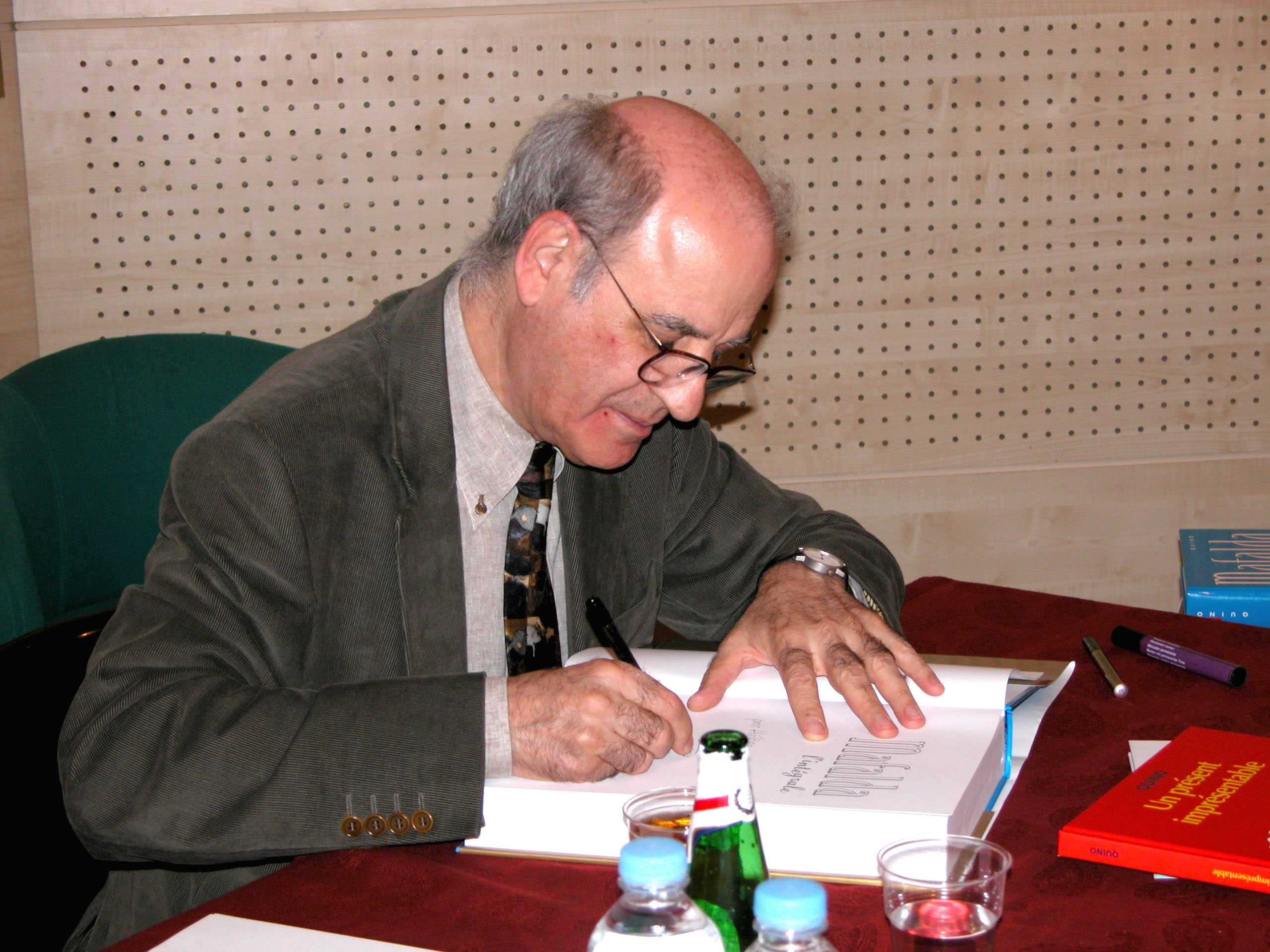
2004年的季诺

当《玛法达的世界》持续成为阿根廷和许多国家的人权运动的标志时，季诺并未停止社论漫画的创作，并在阿根廷国内外出版。 1982年，阿根廷《号角报》开始每周连载他的漫画。
季诺与古巴卡通片导演 胡安·帕特龙制作了一系列卡通电视剧。1986年至1988年，他们联合古巴电影艺术和电影业研究所制作了一套名叫Quinoscopio的六集系列卡通短片（每集时长不超过6分钟）。 1994年，两人又制作了一套104集的玛法达动画电影短片。直到2006年，季诺才退休，结束了他的漫画创作生涯。相比玛法达漫画对儿童的聚焦且致力于透过他们天真的视角反映社会现实，季诺晚期的漫画作品往往以普通成年人的真实情感为主。 透过对婚姻、科技、政府和食物等现实话题的调侃，季诺展现了一种充满了独特讽刺意味的幽默风格。这种讽刺幽默被认为是季诺的漫画能够在拉丁美洲以及其他地方广受欢迎的原因之一。 这批以上世纪六七十年代的布宜诺斯艾利斯为背景创作的漫画，先后被翻译成26种语言。 它们目前已由阿根廷出版社Ediciones de la Flor收编成多卷并发行出版。

## 逝世
2020年9月30日，季诺因中风去世，享年88岁。

## 个人生活
季诺一直熱愛著來自父母身上的西班牙和弗拉门戈文化，直到晚年依然如此。他擁有西班牙（1990年獲得）和阿根廷雙國籍。季诺于1960年与阿丽西娅·科伦坡（Alicia Colombo）结婚，二人并未育有子嗣。 1976年阿根廷政变后，夫妇两人流亡米兰，直至七年后军政府垮台。此后，季诺常常往返于布宜诺斯艾利斯、马德里和米兰三地。 宗教信仰方面，季诺是一个不可知论者。 个人健康方面，季诺患有退行性青光眼，这使他于2017年近乎失明。

## 著作

### 主要作品
- 《季诺的世界》（1963年）

### 作品收藏
季诺的部分作品收藏于范德堡大学的特藏图书馆，属于该馆的爱德华多·罗森兹瓦伊格（Eduardo Rosenzvaig）特藏图书。

## 获奖与荣誉
他（季诺）的作品所涉及的思想主题往往十分艰深，难以用画笔处理。而我常常惊叹于其作品思想的广度与深度。除此以外，他不单识得绘画，更擅长幽默诙谐的表达。我认为他是一位当之无愧的艺术巨匠。——查尔斯·舒尔茨

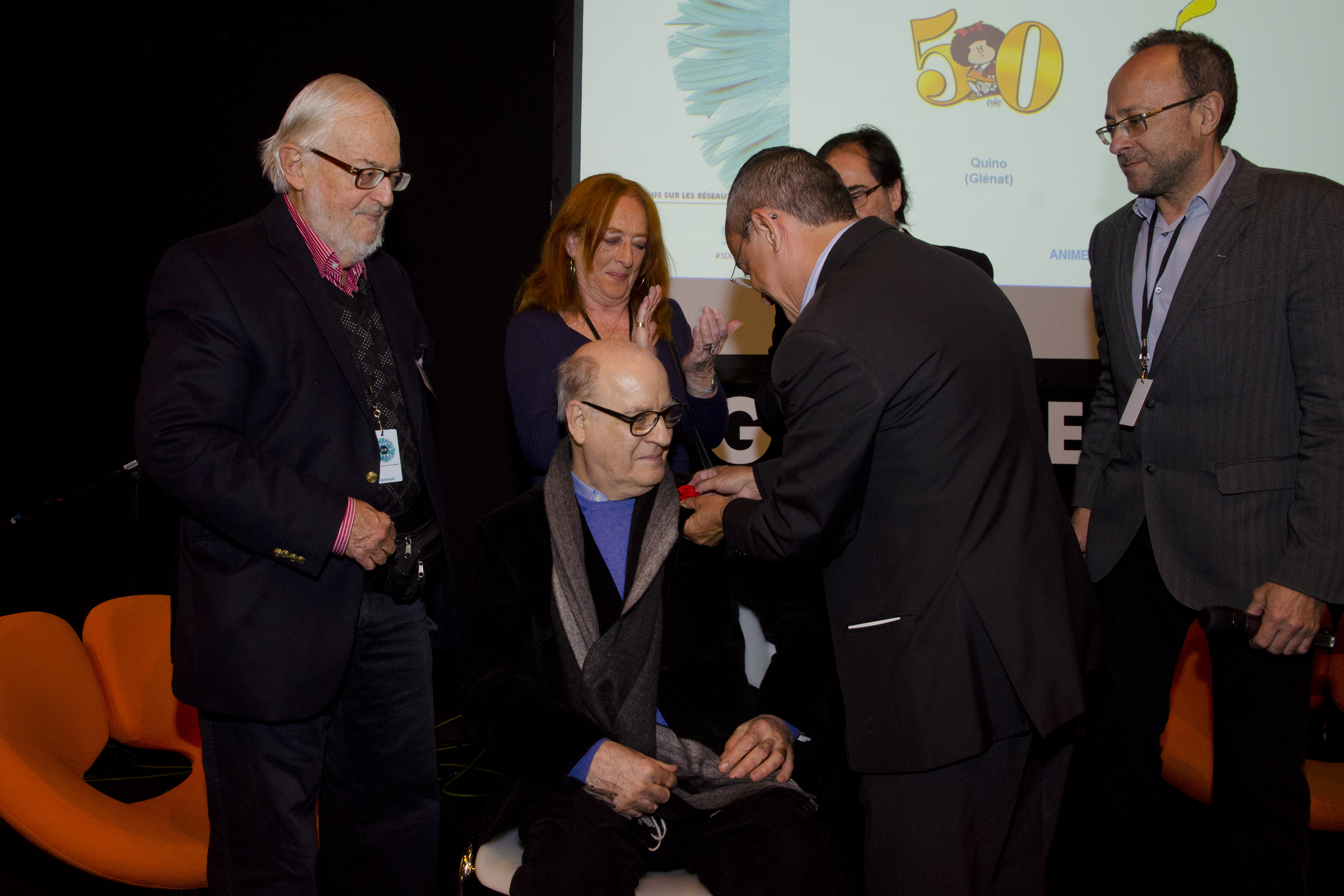
Encuentro_con_Quino,_en_el_Salón_del_Libro_de_París_2014_(13333800253)

在季诺的整个职业生涯中，他获奖无数。1982年，他被评选为“年度漫画家”。1982年和1992年，他先后两次获得科内克斯白金奖（视觉艺术）。1988年，他被授予“门多萨杰出市民”称号。2012年和2022年，他又分别获得科内克斯特别提及奖和荣誉奖。 2000年，他获得了第二届伊比利亚-美洲图文幽默奖（Quevedos Ibero-American Prize for Graphic Humor）。
2014年，季诺获颁法国荣誉军团勋章。 2014年5月，他被阿根廷参议院授予多明戈·F·萨尔门托文化奖（Senator Domingo Faustino Sarmiento Cultural Award）。同年，值玛法达诞生50周年之际，为表彰他在漫画创作上的成就，季诺被授予阿斯图里亚斯亲王奖。10月24日，在奥维耶多举行的颁奖典礼上，西班牙国王菲利普六世向他亲自颁授了这份荣誉。
此外，布宜诺斯艾利斯的Colegiales社区将其社区广场命名为“玛法达广场”。一颗于1999年发现，编号27178的小行星也被命名为“季诺”。

## 備註
1. ↑  值得注意的是，玛法达（Mafalda）在西语中的读音与曼斯菲尔德（Mansfield）一致。